# Le Jaloux puni
Pour plus de détails, voir Fiche technique et Distribution.
Le Jaloux puni est un film muet français réalisé par Louis Feuillade, sorti en 1907.

## Fiche technique
- Titre : Le Jaloux puni
- Réalisation : Louis Feuillade
- Scénario :
- Société de production : Société des Etablissements L. Gaumont
- Pays de production :  France
- Format : Noir et blanc — 35 mm — 1,33:1 — Muet
- Métrage :
- Genre :
- Date de sortie : 
  - France : 1907